# Vince Flynn
Pour les articles homonymes, voir Flynn.
Vince Flynn né le 6 avril 1966 à Saint Paul, dans l'État du Minnesota, et mort dans la même ville le 19 juin 2013est un écrivain américain spécialisé dans les thriller techno-politiques. Il est également consultant pour la série 24 heures chrono.

## Biographie
Il est diplômé du Saint Thomas Academy et de l'université de Saint-Thomas dans le Minnesota.
Après avoir obtenu son diplôme universitaire, il travaille pour le compte de Kraft Foods au poste de spécialiste en comptabilité et en marketing. En 1990, il quitte pour devenir candidat pilote dans la marine américaine. Une semaine avant d'être diplômé et d'entamer une formation pour devenir officier, il est médicalement disqualifié en tant que futur pilote d'avion.
Dyslexique depuis son enfance, il est terrifié par les mots écrits. Décidé de dépasser ce handicap, il s'oblige à lire et écrire sur une base quotidienne. Il affirme : « Je lisais tout ce que j'avais à portée de main, Hemingway, Ludlum, Clancy, Tolkien et Vidal. Je lisais de la fiction, de la non-fiction, n'importe quoi, mais j'aimais particulièrement l'espionnage. »
Il en arrive bientôt à une idée pour un livre, qui devient son premier best-seller : Term Limits. « Je venais de terminer la lecture de The Government Racket : Washington Waste from A to Z, par Martin L. Gross. C'est certainement l'un des meilleurs livres que j'ai lu sur la politique américaine, tant pour se désillusionner que pour la comprendre [NdT : Le livre en question traite des abus et des aberrations politiques au niveau fédéral américain, lesquels causent d'énormes gaspillages de fonds et de talents.] Un jour, je faisais du jogging et je me demandais ce qui ferait changer la politique américaine. Au même moment, je pensais à un ami qui s'était fait tuer par balle à Washington, plusieurs années auparavant. Alors que je continuais mon jogging, le fil d'une histoire a commencé à se dérouler devant mes yeux. »
Il travaille comme barman à Saint Paul (Minnesota), alors qu'il rédige son premier livre au début des années 1990.
Pocket Books publie Term Limits en édition cartonnée en 1998. La critique est bonne. Lorsque la version couverture souple de Term Limits est publiée en 1999, elle se retrouve pendant plusieurs semaines sur la New York Times Best Seller list. La même année, Pocket Books publie l'édition cartonnée de Transfer of Power, qui reçoit également de bonnes critiques. Quelques mois plus tard, la version couverture souple se retrouve encore sur la New York Times Best Seller list.
À l'automne 2000, The Third Option est publié et se retrouve immédiatement sur la New York Times Best Seller list. En 2001, son quatrième roman, Separation of Power, est publiée et atteint la 7e place de la New York Times Best Seller list.
Vince Flynn meurt le 19 juin 2013 d'un cancer de la prostate, après trois années de maladie.

## Œuvre

### Romans

#### SérieMitch Rapp
Mitch Rapp est un contractuel de la CIA qui se spécialise dans le contre-terrorisme. N'étant pas officiellement couvert par la CIA, il possède une liberté d'action qui lui permet d'agir sans tenir compte des lois américaines. Il doit compter avec les politiciens qui cherchent à faire avancer leur carrière, la plupart du temps en lui nuisant.
Dans les romans de cette série, Rapp essaie de prévenir les attaques lancées contre les États-Unis par des terroristes provenant du Moyen-Orient. Devenant connu au fil de ses opérations, il doit aussi subir les assauts de ses ennemis. Les titres sont les titres anglais.
- Transfer of Power, 1999  (ISBN 0-671-02319-5)
- The Third Option, 2000  (ISBN 0-671-04731-0)
- Separation of Power, 2001  (ISBN 0671047337)
- Executive Power, 2002  (ISBN 0-7434-5395-6)
- Memorial Day, 2004  (ISBN 0-7434-5397-2) Publié en français sous le titre Memorial Day, traduit par Jean Durand, Paris, Éditions de Fallois, 2005 ; réédition, Paris, Livre de poche no 37186, 2007
- Consent to Kill, 2005  (ISBN 0-7432-7036-3)
- Act of Treason, 2006  (ISBN 0-7432-7037-1)
- Protect and Defend, 2007  (ISBN 978-0743270410)
- Extreme Measures, 2008  (ISBN 978-1416599395)
- Pursuit of Honor, 2009  (ISBN 978-1416595168)
- American Assassin, 2010  (ISBN 978-1-4165-9518-2)
- Kill Shot, 2012  (ISBN 978-1-4165-9520-5)

#### Autre roman
- 1997 : Term Limits (contient quelques personnages de la série Mitch Rapp, mais Mitch Rapp n'y apparaît pas)

## Traductions
1. ↑  (en) I started reading everything I could get my hands on, Hemingway, Ludlum, Clancy, Tolkien, Vidal. I read fiction, nonfiction, anything, but I especially loved espionage.
2. ↑  (en) I had just finished reading The Government Racket: Washington Waste from A to Z, by Martin L. Gross. It is without a doubt the most disheartening and enlightening book about politics that I've ever read. I was out jogging one day wondering what it would take to really change Washington, when my thoughts turned to a friend who had been shot and killed in Washington, D.C., several summers earlier. As I continued running, a story started to unfold.